# Martin van Beek
Marinus Jan (Martin) van Beek (Ridderkerk, 1 april 1960 – Leersum, 26 augustus 2018) was een Nederlands politicus namens de Partij voor de Vrijheid (PVV).

## Biografie
Van Beek volgde na de mavo en havo succesvol te hebben afgerond inleidende vakken Nederlands Staatsrecht en heeft vervolgens onder meer gewerkt als sales manager en general manager. Van Beek was van april 1993 tot en met december 2008 general manager van SRAM Europe. Van 2000 tot 2003 volgde hij de universitaire studie arbeids- en organisatiepsychologie en in 2009 studeerde hij af als Master in Business Administration (MBA). Hierna werkte hij als zelfstandig ondernemer en trainer. Ook was hij ondernemer in medische producten.
Van Beek stond voor de Eerste Kamerverkiezingen van 2011 op plaats 11 van de kandidatenlijst van de PVV. De partij haalde tien zetels, waardoor Van Beek niet werd verkozen. Voor de Tweede Kamerverkiezingen van 2012 stond hij op plaats 42. Bij deze verkiezingen haalde de PVV 15 zetels. Doordat Machiel de Graaf en Reinette Klever echter wel verkozen werden tot de Tweede Kamer verloren zij bij hun beëdiging van rechtswege hun lidmaatschap van de Eerste Kamer. Als elfde respectievelijk twaalfde op de lijst viel aan Van Beek en zijn collega Kees Kok daarom een zetel toe. Zij werden op 2 oktober 2012 beëdigd. Hij hield zich bezig met economische onderwerpen. Na de Eerste Kamerverkiezingen 2015 keerde hij niet terug.
Op 28 maart 2017 keerde Van Beek terug in de Eerste Kamer nadat vier PVV-Eerste Kamerleden in de Tweede Kamer waren verkozen. Vanwege gezondheidsredenen trad hij vanaf 25 oktober 2017 tijdelijk terug als lid van de Eerste Kamer. Op 14 februari 2018 keerde hij terug als lid. Van 14 maart tot 4 juli 2018 ging hij wederom met ziekteverlof, dat tot 10 juli duurde.
De PVV maakte op 30 augustus bekend dat Van Beek was omgekomen bij een ongeval.

## Persoonlijk
Van Beek was getrouwd en had twee zonen en een dochter.
- Parlement.com: vj36a2vptpv8